# Bop Bop
Bop Bop è un singolo della cantante rumena Inna con la partecipazione dell'artista Eric Turner. 
Il medesimo è stato reso disponibile in download digitale dal 13 luglio 2015 ed estratto come quarto singolo dal quarto album della cantante, Inna.

## Descrizione
Bop Bop è un brano dance pop dal ritmo uptempo, scritto da Andrew Frampton, Breyan Isaac, Inna e Thomas Joseph Rozdilsky mentre la produzione è stata fatta dai Play & Win. Il teaser della canzone con la copertina fu pubblicata il 7 luglio 2015, ovvero lo stesso giorno della pubblicazione della tracklist e del nome del quarto album in studio. Il video teaser fu rilasciato l'11 luglio 2015 su YouTube, insieme allo spinnet della tracklist del nuovo disco.

## Tracce
Testi e musiche di Andrew Frampton, Breyan Isaac, Inna e Thomas Joseph Rozdilsky.
1. Bop Bop (feat. Eric Turner) – 3:20